# Spodnje Prebukovje
Spodnje Prebukovje je naselje v Občini Slovenska Bistrica.